# Pact de neagresiune
Un pact de neagresiune este un tratat între două sau mai multe state, care consimțesc să evite războiul sau conflictul armat între ele chiar dacă acestea luptă împotriva altor state, sau una dintre ele se luptă cu aliații celeilalte. 
Cel mai cunoscut este Pactul Molotov-Ribbentrop din 1939 între Uniunea Sovietică și Germania Nazistă, care a durat până la invazia germană a Uniunii Sovietice din 1941 prin Operațiunea Barbarossa. Aceste țări au promis să nu se atace reciproc și, de asemenea, au semnat o serie de înțelegeri secrete cu privire la împărțirea sferelor de influență în Europa Răsăriteană. În timp ce restul lumii era în stare de șoc, Hitler a atacat Polonia. Marea Britanie a intervenit pentru a-și îndeplini obligațiile alianței cu Polonia, și i-a dat lui Hitler un ultimatum: dacă acesta nu-și retrăgea trupele în următoarele două zile, Marea Britanie urma să declare război Germaniei.
S-a constatat că puterile majore au mai multe șanse de a declanșa conflicte militare împotriva partenerilor lor în pactele non-agresiune decât împotriva statelor care nu au nici un fel de alianță cu acestea.

## Exemple
Exemple de astfel de pacte în istorie:
- Pacea de la Callias - 450 î.Hr.
- Pactul Molotov-Ribbentrop - 1939
- Pactul de neutralitate dintre URSS și Japonia

În timpul negocierilor dintre Statele Unite și Coreea de Nord din 2003, Coreea de Nord s-a oferit să renunțe la programul său nuclear dacă ambele părți semnau un pact de neagresiune (împreună cu alte condiții).